# Pasar Tamiai
Pasar Tamiai is een bestuurslaag in het regentschap Kerinci van de provincie Jambi, Indonesië. Pasar Tamiai telt 1390 inwoners (volkstelling 2010).